# فيرموندو برونياتيلي
فيرموندو برونياتيلي (بالأيطاليّة: Vermondo Brugnatelli) عالم لغات ساميّة وأمازيغيّة، ويُعدّ من رواد علماء اللغة الأمازيغية المعاصرين. وُلِدَ البروفسور في مدينة ميلانو في 19 أكتوبر 1953.

## نبذة
أتقن العربيّة والالمانيّة والفرنسيّة. درس في جامعة ميلانو وتخرَّج في كلية الدراسات الكلاسيكيّة عام 1979 ويعمل حاليا أستاذا للغات الساميّة والحاميّة والحضارة الاسلاميّة. من أبوين إيطاليين فيعود إلى «لويجي فالنتينو برونياتيلي» - أحد أوائل الناشرين في إيطاليا - يحمل اسم جده «فيرموندو برونياتيلي». وشقيقه المحرر المشهور «موندادوري إدواردو برونياتيلي». أسس في عام 1992 مركز الدّراسات الساميّة الحاميّة الواقع في ميلان، حيث يُديره إلى يومنا هذا. له العديد من الكتب والأبحاث المهمة في هذا المجال.